# Freeware - La nuova carne
Freeware - La nuova carne (Freeware) è un romanzo di fantascienza del 1997 di Rudy Rucker, seguito di Wetware - Gli uomini robot e terzo capitolo del ciclo del ware.

## Trama
2053. Sono passati più di vent'anni dalle vicende di Wetware - Gli uomini robot. La Terra è invasa da un nuovo tipo di robot: i moldie, nati dalle ceneri della tecnologia bopper con l'unione del chipmold, la muffa che li uccise tutti.
Tutto comincia Il 17 marzo 2031, chiamato in seguito "Il Giorno della Spora". Stahn Mooney, tornato sulla Terra, incontra Willy Taze, nipote dello scienziato Cobb Anderson. Stahn dà una missione al giovane Willy: mettere in ginocchio la tecnologia terrestre attraverso la rete. Willy, quel fatidico 17 marzo, rende obsoleta la rete informatica terrestre già morente. In seguito inventa il DIM, l'equivalente futuristico del Chip, e regala al mondo il freeware che gli permetterà di rinascere. Tramite il DIM, infatti, la tecnologia riprende vigore, insieme all'introduzione dei Moldie nella vita quotidiana.
Ma dei Moldie non c'è da fidarsi. Questi hanno infatti la possibilità di impiantare un controllo remoto negli umani, per disporre di loro come vogliano. Ecco che il 2 luglio 2053 lo scienziato indiano Sri Ramanujan inventa la supersanguisuga, in grado di controllare completamente i Moldie.
Questo ritrovato fa comodo a personaggi come Randy Karl Tucker, figlio inconsapevole di Willy Taze, che oltre ad essere un amante dei Moldie, li cattura e li porta da Blaster, un enorme moldie che vuole riportare i moldie terrestri sulla Luna per creare una loro città.
Ma Willy, ormai ritiratosi sulla Luna, non è stato con le mani in mano: ha infatti inventato il virus "Starway to Heaven", in grado di rendere i moldie dei ricevitori di segnali provenienti dalle intelligenze aliene sparse nell'universo. Questo farà infuriare i moldie che inizieranno una vera e propria rivolta.

## Edizioni
- Rudy Rucker, Freeware, 1997.
- Rudy Rucker, Freeware - La nuova carne, traduzione di Daniele Brolli e Margherita Galetti, collana Urania n° 1428, Arnoldo Mondadori Editore, 2001,  p. 314.